# Mamaia
Mamaia ist der nördliche Stadtteil der Kreishauptstadt Constanța im gleichnamigen Kreis in Rumänien.

## Geographische Lage

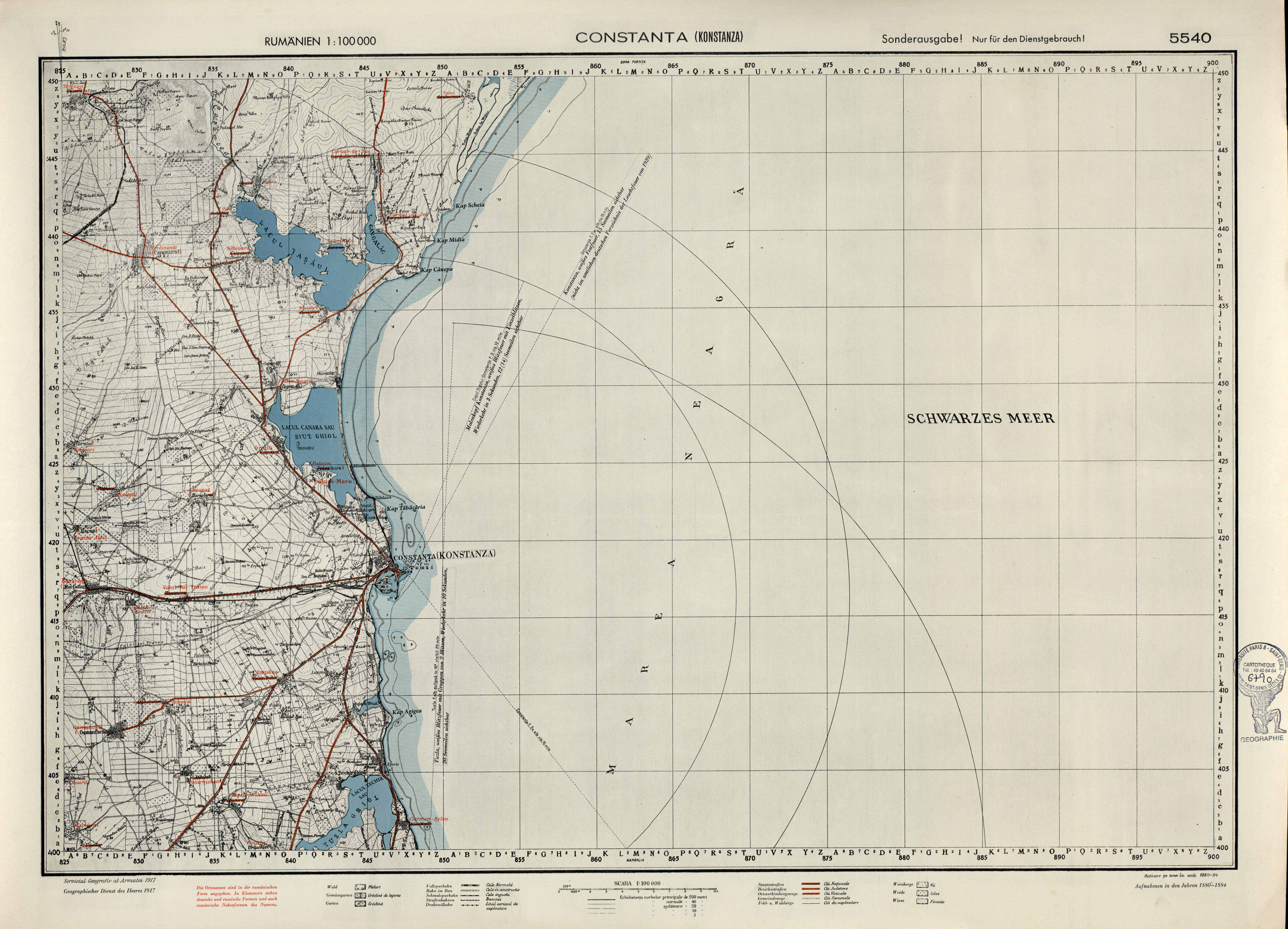
Mamaia in einer Seekarte von 1917

Mamaia liegt auf einer etwa sieben Kilometer langen und ca. 350 Meter breiten Landzunge zwischen dem Schwarzen Meer und dem Süßwassersee Siut-Ghiol oder auch Kanara-See genannt. An der Kreisstraße DJ86 und der Schwarzmeerküste gelegen, ist Mamaia ein bekannter Badeort Rumäniens.
Die Schwarzmeerküste von Mamaia hat zwischen 40 und 300 m breite, helle und feine Mineral- und Muschelsandsteinstrände, die lang und ausgedehnt sind. Die Strände fallen hier seicht ins Meer ab und sind daher bei Familien mit Kindern beliebt. Hinter den Stränden verläuft sogleich die Promenade mit verschiedensten Restaurants, Cafés, Eisdielen und sonstiger Geschäfte sowie Banken, Post, Apotheken usw. Dahinter befindet sich zum Teil ein reicher Baumbestand.

## Geschichte und Wirtschaft

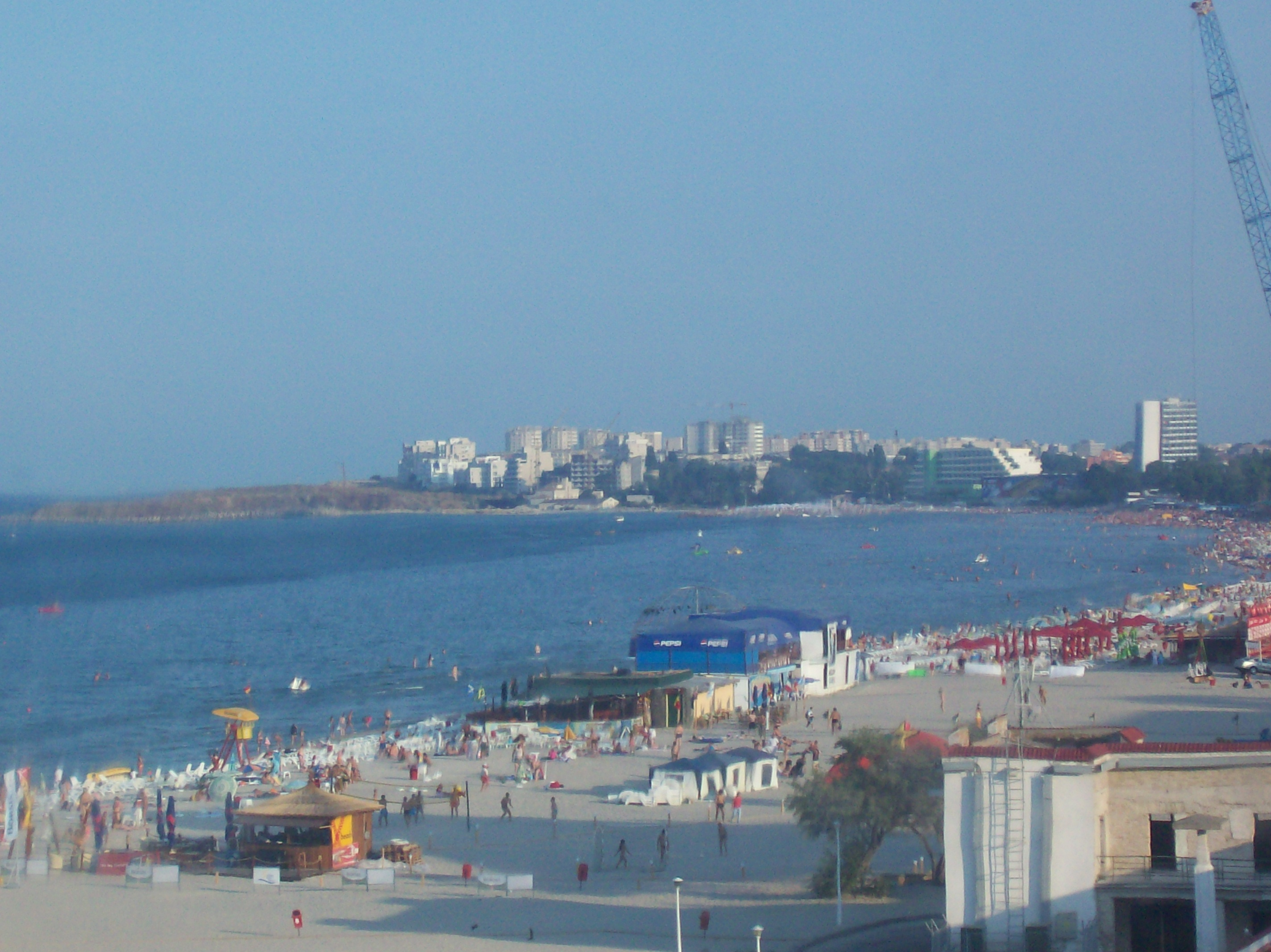
Strand mit Hotels in Mamaia

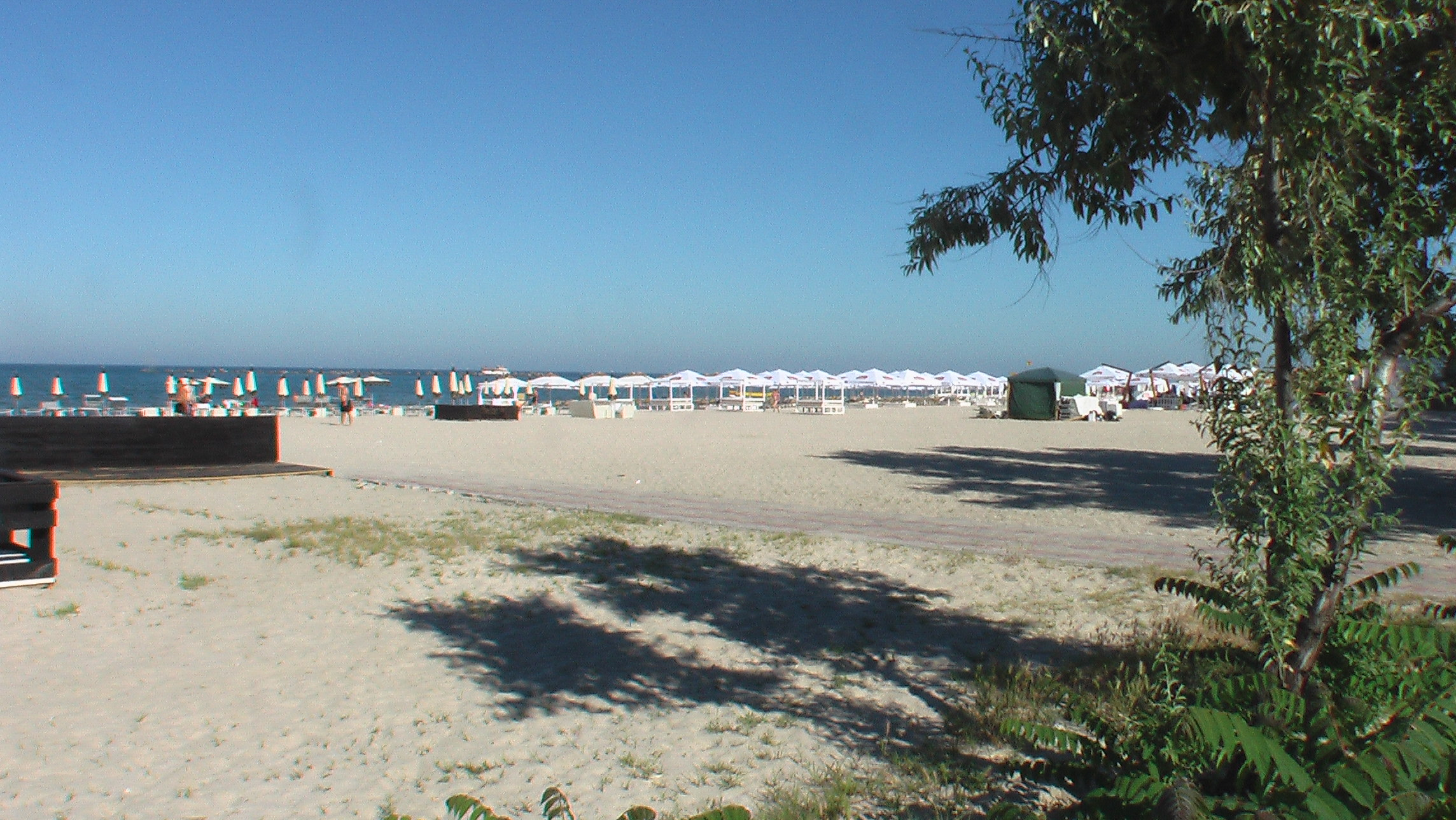
Strand beim Hotel „Iaki“

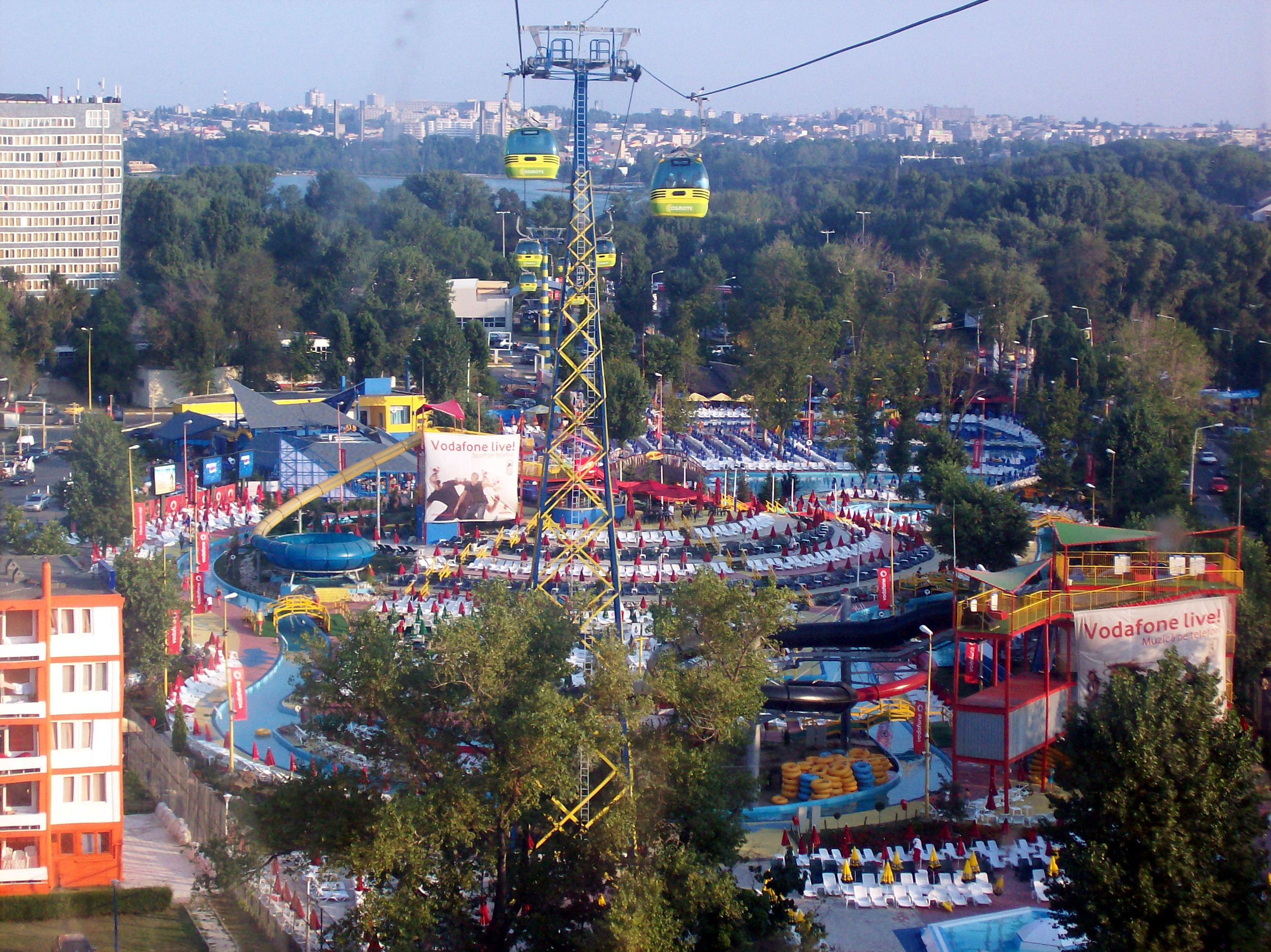
Telegondola Seilbahn über dem Aqua Magic Park

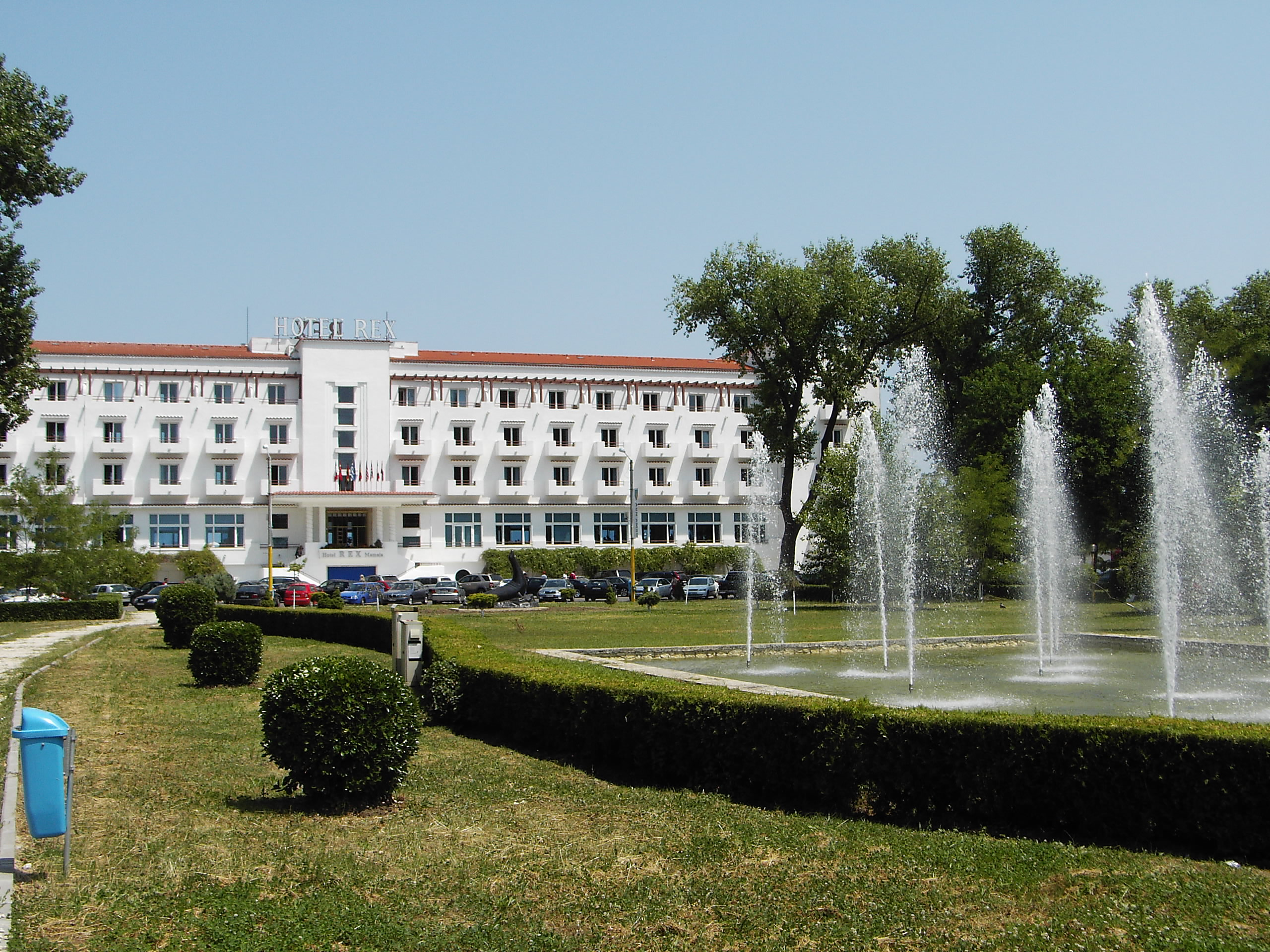
Hotel Rex, benannt nach König Carol II., der am 15. August 1936 den Grundstein für das durch die rumänische Eisenbahnverwaltung finanzierte Hotel legte. Der Bau muss im Kontext mit dem Königlichen Dekret 322 vom 29. Februar 1936, geändert durch das Dekret 3047 vom 31. August 1938, gesehen werden, welches das „Gesetz über die Organisation des Tourismus“ verkündete. Das Luxushotel wurde nach der Eröffnung 1938 zur königlichen Sommerresidenz.

Die Entwicklung Mamaias hängt eng mit dem Tourismus in Rumänien zusammen. Die Blütezeit erlebte Mamaia in den 1960er bis in die 1980er Jahre. Für Touristen aus Osteuropa stellte die rumänische wie auch die bulgarische Schwarzmeerküste eine der wenigen Möglichkeiten, einen Sommerurlaub am Meer bei konstant warmem Wetter und guten Bademöglichkeiten erleben zu können.
Wegen der für westliche Verhältnisse niedrigen Preise wurde Mamaia auch von bundesdeutschen Reiseveranstaltern entdeckt und ab Mitte der 1960er Jahre als Pauschalreiseort angeboten. Der rumänische Staat sah hier eine gute Einnahmequelle für Devisen, was zu einer regen Bautätigkeit führte. Zunächst war nur der Süden von Mamaia erschlossen, in den 1970er und 1980er Jahren bis in den Norden. Die meisten Hotels im nördlichen Teil liegen direkt am Sandstrand. Durch die schmale Landzunge gibt es in der Regel keine hintereinanderstehenden Hotelbauten. Zwar liegen einige Hotels nicht direkt in vorderster Linie am Strand, sie befinden sich im rückwärtigen schattenreichen Grüngürtel bis zur Hauptverkehrsstraße. Die Entfernung bis zum Strand beträgt maximal 150 Meter.
Eine deutliche Zäsur erlebte Mamaia – genau wie der gesamte Tourismus in Rumänien – nach der Revolution von 1989. Die Touristenzahlen aus dem Ausland gingen rasch zurück. Geld für dringend anstehende Renovierungen war nicht vorhanden und die Hotels wurden – wenn sie überhaupt geöffnet waren – eher notdürftig bewirtschaftet. Der internationale Tourismus kam in Mamaia nahezu vollständig zum Erliegen und der Ort wurde in der Hauptsache nur noch von Einheimischen genutzt.
Ab Mitte der 1990er Jahre begann der Staat die Hotels zu verkaufen und so zu privatisieren. Die Renovierungen gingen jedoch teilweise gar nicht oder nur sehr zögerlich und schleppend voran. Darauf bezogen war das Preisniveau recht hoch.
Mamaia ist ganz auf Tourismus ausgerichtet und nahezu ausschließlich während der Sommermonate bewohnt. Über die gesamte Länge der Landzunge reihen sich die ungefähr 80 Hotels aneinander. In der Hochsaison herrscht hier emsiges Treiben und Erholen. Im Gegensatz zum bulgarischen Gold- oder Sonnenstrand sind hier allerdings so gut wie keine ausländischen Touristen mehr anzutreffen. Vielmehr stammen mehr als 90 % der Touristen aus dem eigenen Land.
Eines der ersten hier errichteten Gebäude war die Residenz der rumänischen königlichen Familie. Das Gebäude steht bis heute noch und wird als Hotel betrieben. Es ist eines der luxuriösesten Hotels in Mamaia und hatte einst den Namen „Internațional“. Nach der Revolution 1989 wurde es privatisiert und heißt seitdem „Rex“, was auf seine geschichtliche Bedeutung hinweist. Im Februar 2011 gab es dort einen Brand, aufgrund dessen der Hotelbetrieb eingestellt werden musste. Nachdem das Gebäude dann 2 Jahre unverändert blieb, befindet es sich derzeit (2014) in einer Renovierungsphase.

## Tourismus
Die Badesaison dauert von Juni bis Ende August; die durchschnittlichen Tagestemperaturen liegen in dieser Zeit bei 25 bis 30 °C. Die Saison endet zumeist Anfang September und das Freizeitangebot ist dann merklich reduziert. Eine Nachsaison gibt es eigentlich nicht, obschon sie von einigen Reiseveranstaltern angeboten wird. Bereits ab Mitte Mai und noch bis Ende September kann man Reisen dorthin buchen. Die meisten Restaurants, Bars und Geschäfte haben außerhalb der Hochsaison geschlossen.
Mamaia erlebte einen erneuten Einschnitt in den Touristenströmen. Wurde der Flughafen Constanța von Deutschland aus Ende der 1990er Jahre bis etwa 2005 von zunächst acht Flughäfen einmal pro Woche direkt angeflogen, so reduzierte sich diese Zahl schnell auf fünf Flughäfen. Schließlich existierte nur noch eine Direktverbindung pro Woche, wobei die Passagiere in dem Fall von allen möglichen deutschen Flughäfen an einem Flughafen zunächst zusammengefasst wurden (München oder Nürnberg), um dann nach Constanța weiterbefördert zu werden. Aber auch diese Verbindung wurde ab 2011 gestrichen, sodass ab dann eine Direktverbindung von Deutschland nach Constanța nicht mehr existiert.
Einen organisierten internationalen Tourismus gibt es daher nahezu nicht mehr; 90 bis 95 % der in den Sommermonaten anwesenden Touristen sind Rumänen, die nach Mamaia selbst, zumeist mit dem Auto, anreisen. Besonders die Bevölkerung aus dem 230 Kilometer entfernten Bukarest nutzt Mamaia für Wochenendausflüge.

## Transport und Verkehr
Touristische Transportmittel in Mamaia bestehen mit Taxis, einem Busnetz oder für Touristen hergerichtete Pferdekutschen (Fiaker) und Mietwagen. Seit 2004 führt eine Gondelbahn auf etwa zwei Kilometer und ca. 50 Meter Höhe – nahe dem Hotel Perla(Lage) und dem Casino Mamaia(Lage) – die sogenannte Telegondola.
Zum Flughafen Constanța werden zurzeit (2015) Flugverbindungen von und nach Istanbul, London und Mailand angeboten. Einige wenige Reiseveranstalter nutzen das Angebot, ein paar Hotels bezogen auf die gesamte Rumänische Schwarzmeerküste anzubieten, und die Reisegäste zunächst nach Warna in Bulgarien zu fliegen und dann die Reise an die Rumänische Küste mit dem Bus fortzusetzen (ca. 160 km).